# إيمي موتوي
إيمي موتوي (باليابانية: 本井 えみ) مواليد 11 أكتوبر 1972، هي مؤدية أصوات يابانية.

## أعمال

### أنمي
- كود غياس
- ماروكو الصغيرة [2]
- الخيميائي الفولاذي
- كارد كابتور ساكورا

## وصلات خارجية
- إيمي موتوي على موقع IMDb (الإنجليزية)
- إيمي موتوي على موقع ميوزك برينز (الإنجليزية)
- إيمي موتوي على موقع قاعدة بيانات الفيلم (الإنجليزية)
- إيمي موتوي على موقع كينوبويسك (الروسية)
- إيمي موتوي على موقع ANN person (الإنجليزية)